# Insurgência no Laos
A insurgência no Laos ou conflito Hmong é um conflito interno, apesar de atualmente esporádico, entre o Exército Popular do Laos e membros do chamado Exército Secreto ou rebeldes da etnia Hmong, que tem sido alvo de represálias do governo devido ao apoio deste grupo étnico às campanhas dos Estados Unidos no Laos durante a Guerra Civil do Laos contra as forças comunistas. O conflito começou após a vitória do Pathet Lao e do Vietnã do Norte em 1975 sobre as forças monarquistas e seus aliados estadunidenses, tailandeses e sul-vietnamitas.
A insurgência monarquista no início da década de 1980 estava bastante debilitada pelo que se tornou uma força menor. Além disso, os guerrilheiros direitistas perderam grande parte do seu financiamento nos anos noventa com a queda do bloco soviético pelo que tendem a interromper as suas operações. A única força que ainda mantêm a sua importância e alguma atividade é a do povo Hmong.
Desde 1975 que o conflito Hmong ocorre entre os governos comunistas no poder no Laos e no Vietnã e o povo Hmong, refugiados nas selvas e nas montanhas do Laos, incluindo na antiga Zona Especial de Xaysomboun. Os poucos jornalistas que conseguiram ir até lá, assim como as ONGs de Direitos Humanos, colocaram em destaque a situação calamitosa da população Hmong.